# Chālderāz-e Beytollāh
Chālderāz-e Beytollāh (persiska: Chāl Derāz-e Ne‘matollāh, چال دِرازِ نِعمَت اللَّه, چالدراز بیت الله) är en ort i Iran.   Den ligger i provinsen Chahar Mahal och Bakhtiari, i den centrala delen av landet, 500 km söder om huvudstaden Teheran. Chālderāz-e Beytollāh ligger 1 722 meter över havet och antalet invånare är 214.
Terrängen runt Chālderāz-e Beytollāh är bergig söderut, men norrut är den kuperad.Runt Chālderāz-e Beytollāh är det ganska glesbefolkat, med 38 invånare per kvadratkilometer. Närmaste större samhälle är Deh Now-ye Bārez, 8,4 km väster om Chālderāz-e Beytollāh. Omgivningarna runt Chālderāz-e Beytollāh är i huvudsak ett öppet busklandskap.